# Priscilla Rozenbaum
Priscilla Rozenbaum (Rio de Janeiro, 8 de agosto de 1960) é uma roteirista e atriz brasileira. Foi casada com o diretor Domingos de Oliveira.

## Filmografia

### Na Televisão
| Ano  | Título                       | Personagem      | Notas                                                                                     | Emissora          |
| ---- | ---------------------------- | --------------- | ----------------------------------------------------------------------------------------- | ----------------- |
| 1983 | Champagne                    | Cíntia          |                                                                                           | Rede Globo        |
| 1993 | Contos de Verão              | Rosa            | [ 2 ]                                                                                     | Rede Globo        |
| 1998 | Mulher                       | Madre Dolores   | Episódio: "Prazeres e Limites"                                                            | Rede Globo        |
| 2005 | Prova de Amor                | Guide           |                                                                                           | RecordTV          |
| 2006 | Alta Estação                 | Professora      |                                                                                           | RecordTV          |
| 2009 | Maysa: Quando Fala o Coração | Ana             |                                                                                           | Rede Globo        |
| 2011 | Os Anjos do Sexo             | Daisy / Vitória | Episódios: "A Pílula Azul" "O Outro Lado da Moeda"                                        | Rede Bandeirantes |
| 2013 | As Canalhas                  | Lucy            | Episódio: "Roberta"                                                                       | GNT               |
| 2014 | Só Garotas                   | Wanda           |                                                                                           | Multishow         |
| 2015 | Questão de Família           | Paula           | Episódio: "Glorinha"                                                                      | GNT               |
| 2018 | Valentins                    | Lúcia           | Episódios: "O Vexame" "O Pesadelo de Casamento" "De Volta Para o Presente" "Desmascarado" | Gloob             |
| 2020 | Todas as Mulheres do Mundo   | Glorinha        | Episódio: "Laura"                                                                         | Rede Globo        |
| 2024 | Amor da Minha Vida           | Sílvia          | Episódio: "O Amor da Minha Vida"                                                          | Disney+           |

### No Cinema
| Ano  | Título                                                          | Personagem                 |
| ---- | --------------------------------------------------------------- | -------------------------- |
| 2025 | Todo Mundo (Ainda) Tem Problemas Sexuais                        | Vitória                    |
| 2021 | Me Sinto Bem Com Você                                           | Joana                      |
| 2018 | Aconteceu na Quarta-Feira                                       | Júlia                      |
| 2014 | Infância                                                        | Conceição                  |
| 2012 | Na carne e na alma                                              | Vera                       |
| 2012 | Primeiro dia de um ano qualquer                                 | Laura                      |
| 2012 | Eu não Faço a Menor Ideia do que Eu tô Fazendo com a Minha Vida | Silvia                     |
| 2008 | Todo Mundo Tem Problemas Sexuais                                | Vitória/Alessandra         |
| 2008 | Adagio sostenuto                                                | Mariana                    |
| 2005 | Carreiras                                                       | Ana Laura Steiner          |
| 2004 | Feminices                                                       | Diana                      |
| 2002 | Separações                                                      | Glorinha                   |
| 2001 | Antes Da Partida                                                | Rosangela (curta-metragem) |
| 1998 | Amores                                                          | Telma                      |

## Prêmios e indicações
| Ano  | Premiação                               | Categoria               | Trabalho   | Resultado |
| ---- | --------------------------------------- | ----------------------- | ---------- | --------- |
| 2000 | Associação Paulista de Críticos de Arte | Melhor Roteiro          | Amores     | Venceu    |
| 2002 | Festival de Cinema de Gramado           | Melhor Atriz            | Separações | Venceu    |
| 2004 | Grande Prêmio Brasileiro de Cinema      | Melhor Roteiro Original | Separações | Venceu    |
| 2005 | Festival de Cinema de Gramado           | Melhor Atriz            | Carreiras  | Venceu    |
| 2008 | Prêmio ACIE de Cinema                   | Melhor Atriz            | Carreiras  | Venceu    |